# Harry Potter i Red feniksa (2007.)
Harry Potter i Red feniksa (eng. Harry Potter and the Order of Phoenix) je fantasy film iz 2007. godine koji je režirao David Yates, a distribuirao Warner Bros. Pictures. Temelji se na istoimenom romanu J. K. Rowling iz 2003. godine. Peti je filmski nastavak o Harry Potteru, napisao ga je Michael Goldenberg (čineći ovo jedinim filmom u seriji ćiji scenarij nije napisao Steve Kloves), a producirali su David Heyman i David Barron. Priča prati Harry Potterovu petu godinu u školi za čarobnjaštvo i vještićarstvo Hogwarts, dok Ministarstvo magije odbija prihvatiti povratak lorda Voldemorta. U filmu se ponovno pojavljuju Daniel Radcliffe kao Harry Potter, zajedno s Rupertom Grintom i Emmom Watson kao Harryjevi najbolji prijatelji Ron Weasley i Hermiona Granger. To je nastavak Harry Potter i Plameni pehar, a slijede ga Harry Potter i Princ miješane krvi.
Snimanje filma odvijalo se u Engleskoj i Škotskoj za vanjske lokacije, a u Leavesden Film Studios u Watfordu za interijere od veljače do studenog 2006. s jednomjesečnom pauzom u lipnju. Postprodukcija na filmu trajala je nekoliko mjeseci nakon što je pojačala vizualne efekte. Proračun filma navodno se kreće između 75 i 100 milijuna funti (150–200 milijuna dolara). Warner Bros. objavio je film u Velikoj Britaniji 12. srpnja 2007. i u Sjevernoj Americi 11. srpnja, u konvencionalnim i IMAX kinima; to je prvi Potter film objavljen u IMAX 3D. 
Red Feniksa otvorio se uz 333 milijuna dolara, dvadeset i peti najači svih vremena, i prikupio je ukupno 942 milijuna dolara, što je na drugom mjestu nakon Pirati s Kariba: Na kraju svijeta za najveći ukupni iznos 2007. Film je nominiran za dvije nagrade BAFTA Film Awards 2008. Također je bio predmet kontroverznog slučaja holivudskog računovodstva, u kojem je Warner Bros. tvrdio da je, usprkos ukupnom iznosu, film izgubio 167 milijuna dolara.

## Radnja
Tijekom još jednog ljeta s tetom Petunijom i tetkom Vernonom, Harry Potter je protjeran iz Hogwartsa nakon što koristi magiju kako bi spasio sebe i Dudleyja Dursleya od Dementora. Harryja spašava grupa čarobnjaka, uključujući Divljookog Moodyja, Remus Lupina i nekoliko novih lica, uključujući Nymphadoru Tonks i Kingsley Shacklebolt do broja 12, Grimmauld Place, kuće njegovog kuma Sirius Blacka. Zgrada služi i kao sjedište Reda feniksa, tajne organizacije koju je osnovao Albus Dumbledore, a koja obavještava Harryja da Ministarstvo magije odbija vjerovati u povratak lorda Voldemorta. U sjedištu Reda Sirius spominje da Voldemort traga za posebnim predmetom kojeg nije imao tijekom svog prethodnog napada. 
Harryjevo protjerivanje preokreće se na saslušanju Ministarstva magije i on se vraća u Hogwarts na svoju petu godinu, gdje je ministar magije Cornelius Fudge imenovao novu profesoricu za Odbranu od mračnih sila: Dolores Umbridge. Umbridge se odmah sukobi s Harryjem i kazni ga zbog njegovih "laži" o Voldemortu prisiljavajući ga da napiše poruku čarobnim perom, osakativši mu ruku. Unatoč zabrinutosti svojih najboljih prijatelja Hermione Granger i Ron Weasleya, Harry odbija prijaviti Umbridgeovu kaznu Dumbledoreu, koji je od ljeta misteriozno ignorirao Harryja. Kako se Umbridgeova kontrola nad školom povećava, Harry, Hermiona i Ron formiraju tajnu grupu za obuku učenika u obrambenim čarolijama, nazivajući sebe "Dumbledoreovom vojskom". Umbridge zadaje Slytherin učenicima da izlažu grupu, formirajući "Inkvizitorni odred". U međuvremenu, Harry i Cho Chang razvijaju romantične osjećaje jedni prema drugima. 
Harry ima viziju koja uključuje napad na Arthura Weasleyja, iz gledišta Arthurovog napadača. Zabrinut da bi Voldemort mogao iskoristiti ovu vezu s Harryjem, Dumbledore upućuje Severusa Snapea da predaje Harryju da brani svoj um od Voldemortovog utjecaja. To vodi do toga da se Harry dodatno izolira od svojih prijatelja. U međuvremenu, Siriusova luda sestrična Bellatrix Lestrange biježi s devetero smrtonoša iz Azkabana. U Hogwartsu, Umbridge i njezin "Inkvizitorni odred" razotkrivaju Dumbledoreovu vojsku prisiljavajući Cho da pije Veritaserum. Dumbledore bježi dok Fudge naređuje njegovo uhićenje. Umbridge postaje nova ravnateljica. 
Harryjevo odbijanje da oprosti Cho uzrokuje da se njihov odnos raspadne. Lekcije o obrani misli završavaju se nakon što Harry kroz Snapeova sjećanja otkrije da ga je Harryjev otac James često ismijavao. Nakon što je vidio još jednu viziju, gdje Siriusa muči Voldemort, Harry, Ron i Hermiona odjure do Umbridgeova kamina kako bi upozorili Red putem mreže Floo, ali su uhvatčeni. Kroz varku Harry upozorava Snapea o situaciji, koji zauzvrat upozorava Red. Kada Umbridge zaprijeti da će upotrijebiti Cruciatusovu kletvu na Harryju, Hermiona ju vara da uđe u Zabranjenu šumu u potrazi za Dumbledoreovim "tajnim oružjem". Hermiona i Harry vode Umbridge do skrovišta divovskog polubrata Rubeusa Hagrida, Grawpa, samo da bi ga se sukobili kentauri koji otimaju Umbridge nakon što ih napadne i vrijeđa. 
Harry, Hermiona, Ron, Ginny Weasley, Luna Lovegood i Neville Longbottom lete u Ministarstvo magije na Testralima u pokušaju spašavanja Siriusa. Njih šestorica ulaze u Odjel za misterije i otkrivaju spremljeno proročanstvo, koje je Voldemort tražio. Međutim, grupu su sljedili smrtonoše na čelu s Lucijem Malfoy i Bellatrix Lestrange. Lucijus otkriva da je Harry samo vidio iluziju kako se Sirius muči, što je poslužilo kao smutnja da bi se namamio Harryja u zamku. Harry odbija dati Lucijusu proročanstvo, izazivajući borbu između Dumbledorove vojske i smrtonoša. 
Smrtonoše zarobe Harryjeve prijatelje, prijeteći da će ih ubiti ako ne preda proročanstvo. U trenutku kada se Harry dvoumi predati proročanstvo, Red stiže i napada smrtonoše. Zbog toga Lucijusu pada proročanstvo, uništavajući ga. Tek što Sirius nadvlada Lucijusa, ubija ga Bellatrix. Voldemort se pojavljuje, ali Dumbledore stiže kroz Floo Network trenutke prije nego što može ubiti Harryja. Nastaje dvoboj između Voldemorta i Dumbledorea, tijekom kojeg Bellatrix bježi. U zaleđu s Dumbledoreom, Voldemort posjeduje Harryja da iskuša Dumbledorea da ga žrtvuje, ali Harry, misleći na svoje prijatelje i Siriusa, uspijeva blokirati Voldemorta iz njegovog tijela. 
Službenici ministarstava stižu točno prije nego što Voldemort nestaje; Fudge priznaje Voldemortov povratak i u nemilosti daje ostavku na mjesto ministra. Umbridge je uklonjena iz Hogwartsa, a Dumbledore se vraća kao ravnatelj. Dumbledore objašnjava da se distancirao od Harryja tijekom cijele godine, nadajući se da će to umanjiti rizik Voldemorta korištenjem njihove veze. Harry se pomiri s proročanstvom: "jedan mora umrijeti od ruke drugoga, jer obojica istovremeno živjeti ne mogu..."

## Glumci
- Daniel Radcliffe kao Harry Potter, 15-godišnji britanski čarobnjak poznat po tome što je preživio ubojstvo svojih roditelja od ruke Voldemorta kao novorođenčad, koji sada ulazi u svoju petu godinu u školi vještičarenja i čarobnjaštva Hogwarts.
- Rupert Grint kao Ron Weasley, Harryjev najbolji prijatelj u Hogwartsu.
- Emma Watson kao Hermiona Granger, najbolja prijateljica Harryja i mozak trojke.
- Helena Bonham Carter kao Bellatrix Lestrange, jedna od Voldemortovih najvjernijih smrtonoša i sestrična Siriusa Blacka.
- Robbie Coltrane kao Rubeus Hagrid, polu-div i učitel za Brigu o čarobnim stvorenjima iz Hogwartsa i član Reda feniksa.
- Ralph Fiennes kao Lord Voldemort, vođa smrtonoša, mračni čarobnjak koji je namjeravao osvojiti svijet čarobnjaka.
- Michael Gambon kao Albus Dumbledore, legendarni ravnatelj Hogwartsa i vođa Reda feniksa.
- Brendan Gleeson kao Divljooki Moody, Harryjev bivši učitelj Obrane od mračnih sila i član Reda feniksa.
- Richard Griffiths kao Vernon Dursley, Harryjev tetak bezjak.
- Jason Isaacs kao Lucius Malfoy, lažno pomilovani smrtonoša.
- Gary Oldman kao Sirius Black, Harryjev kum i član Reda feniksa.
- Alan Rickman kao Severus Snape, učitelj Napitaka u Hogwartsu i predstojnik doma Slytherina
- Fiona Shaw kao Petunia Dursley, Harryijeva teta bezjakinja.
- Maggie Smith kao Minerva McGonagall, učiteljica Preobrazbe u Hogwartsu i članica Reda Feniksa.
- Imelda Staunton kao Dolores Umbridge, nova učiteljica Obranbe od mračnih sila i postrojenje korumpiranog Ministarstva magije.
- David Thewlis kao Remus Lupin, Harryjev bivši učitelj Obranbe od mračnih sila i član Reda feniksa.
- Emma Thompson kao Sybill Trelawney, učiteljica Proricanja u Hogwartsu.
- Julie Walters kao Molly Weasley, dobročudna majka Weasleyjevih i majčinski lik Harryju, također pripadnik Reda feniksa.

## Produkcija

### Razvoj
Britanski televizijski redatelj David Yates izabran je za režiju filma nakon što su redatelj od Harry Potter i Plameni pehar Mike Newell, kao i Jean-Pierre Jeunet, Guillermo del Toro, Matthew Vaughn i Mira Nair odbili ponude. Yates je vjerovao da su mu prišli jer ga je studio vidio kako se može nositi s "oštrim i emotivnim" filmom s "političkom pozadinom", što su pokazali i neki od njegovih prethodnih televizijskih projekata, uključujući State of Play, Sex Traffic i The Girl in the Café. Producent David Heyman podržao je komentare Yatesa o političkoj temi filma, rekavši da je "[Red feniksa] politički film, ne s velikim slovom P, ali radi se o tinejdžerskoj pobuni i zlouporabi vlasti. David je snimao filmove u UK o politici bez da je bilo grubo.” O političkim i socijalnim aspektima filma, Emma Watson izjavila je da "nekako se govori o životu nakon 7. srpnja, o načinu na koji se ljudi ponašaju kada su uplašeni, o načinu na koji se istina često negira i sve stvari s kojima se naše društvo mora suočiti. Suočiti se s činjenicom da je vlast korumpirana znači imati nekonformistički pristup stvarnosti i moći.“ Steve Kloves, scenarist prva četiri filma o Potteru, imao je druge obveze. Michael Goldenberg, za kojeg se smatralo da bi ekranizirao prvi film u seriji, je napisao scenarij. Mark Day bio je urednik filma, Sławomir Idziak bio je snimatelj, a Jany Temime ponovno kostimografkinja. Koreograf Paul Harris, koji je prethodno nekoliko puta surađivao s Davidom Yatesom, stvorio je fizički jezik za borbu sa štapićima kako bi koreografirao scene borbe štapa. 

### Podjela uloga
Odabir glumaca je počeo već u svibnju 2005., kad je Radcliffe najavio da će ponoviti svoju ulogu Harryja, te je većina glavnih glumaca najavila je povratak u seriju, uključujući Grint, Watson, Lewis, Wright, Leung i Fiennes. 
Najave kastinga ostalih novih likova u seriji protezale su se tijekom 2006. godine. Evanna Lynch osvojila je ulogu Lune Lovegood nad 15.000 drugih djevojaka koje su sudjelovale na otvorenom pozivu na kasting. Za ulogu se smatrala i Saoirse Ronan. 
Stalne glasine povezivale su Elizabeth Hurley s ulogom Bellatrix Lestrange, iako je Warner Bros. tvrdio da "nema nikakve istine" u izvješćima da je ona bila odabrana. Već u kolovozu 2005., glasine su počele povezivati Helen McCrory s tom ulogom. 2. veljače 2006. objavljeno je da će McCrory doista glumiti Bellatrix. Međutim, u travnju 2006. otkrila je da je bila tri mjeseca trudna i povukla se iz filma jer ne bi bila u stanju izvesti intenzivne borbene sekvence u Ministarstvu magije u rujnu i listopadu 2006. Najava da je Bonham Carter odabrana za ulogu je izvršena 25. svibnja 2006. McCrory je nakon toga tumačila Narcissu Malfoy od Harry Potter i Princ miješane krvi nadalje. 
Uključivanje ili rezanje nekih likova potaklo je nagađanja obožavatelja o važnosti likova u posljednjoj knjizi serije koja je objavljena samo deset dana nakon filma. U travnju 2006., predstavnici Jima McManusa rekli su da će igrati Aberfortha Dumbledorea, Albusovog brata i barmena Hog's Head-a, u kojem su Harry i njegovi prijatelji osnovali Dumbledoreovu vojsku. Tjedan dana kasnije objaviljeno je da će uloga biti "vrlo mala", aludirajući na neke nagađanja o značaju uloge, koja prije finalne knjige nije bila ni govorni dio. MTV je u listopadu 2006. izvijestio da će se izbrisati kućni vilenjak Dobby, koji se pojavio u drugom filmu, Odaja tajni i u petoj knjizi, otvarajući "zaplet pitanja" o tome kako će se uloga vilenjaka popuniti. MTV je također izvijestio mjesec dana prije objavljivanja posljednje knjige da je Kreacher, kućni vilenjak obitelji Black, izrezan iz filma u jednom nacrtu scenarija. Međutim, nakon toga je Rowling zaprosila filmaše da ga uključe, govoreći: "Znate, ne bih ga [izrezala] da sam na vašem mjestu. Ili možete, ali ako uspijete snimiti sedmi film, bit ćete vezani čvorova", te je dodan natrag u skriptu. 
Ostale manje uloge izrezane su s naknadnim nacrtima scenarija. Na američkoj premijeri za Plameni pehar, producent serije David Heyman rekao je da je bivši profesor Hogwartsa Gilderoy Lockhart, kojeg glumi Kenneth Branagh u filmu Harry Potter i Odaja tajni, bio u prvom nacrtu scenarija za Red fenixa. Međutim, ni Branagh ni lik Lockharta ne pojavljuju se u konačnoj verziji. Tiana Benjamin trebala se vratiti za film u ulozi Angeline Johnson, kapetanice ekipe Gryffindor za metloboj, ali ona se morala povući zbog obveze da će igrati Chelsea Foxu u EastEndersu.

### Scenski dizajn
Stuart Craig vratio se kao scenograf, dizajnirajući već prva četiri filma. U ovom filmu bilo je nekoliko zapaženih novih setova. Atrij u Ministarstvu magije dugačak je preko 200 stopa, što ga čini najvećim i najskupljim setom izgrađenim za Potter filmsku seriju do danas. Craigov je dizajn inspiriran ranim londonskim podzemnim stanicama, gdje su, kako je rekao, arhitekti "pokušali imitirati klasičnu arhitekturu, ali koristili su keramičke pločice", kao i Burger King na Tottenham Court Roadu u Londonu, "gdje postoji fantastična viktorijanska fasada koja samo utjelovljuje dob ". Set Nr. 12, Grimmauld Place, sadrži tapiseriju porodice Black raspoređenu preko tri zida; kad su producenti rekli Rowling da žele vizualizirati detalje svakog imena i godine rođenja, ona im je faksirala kompletnu kopiju obiteljskog stabla. Set Dvorana proročanstava bio je u potpunosti digitalno izgrađen. Tijekom prizora koji se tamo događaju, proročanstva se sruše na zemlju i lome se; da je stvarni fizički set, vrijeme resetiranja bilo bi nekoliko tjedana. 

### Snimanje
Probe za Red feniksa započele su 27. siječnja 2006., dok je snimanje počelo 7. veljače 2006. i završilo početkom prosinca 2006. Snimanje je postavljeno na dvomjesečni prekid počevši od svibnja 2006., tako da je Radcliffe mogao polagati ispite A/S razine, a Watson polagati ispite iz GCSE-a. Proračun filma navodno se kreće između 75 i 100 milijuna GBP (150–200 milijuna američkih dolara). Najveći proračun od ostalih filmova u seriji bio je do tada 75 milijuna funti koje je koštala izrada Plamenog pehara. Iako su producenti istraživali mogućnosti snimanja izvan Velike Britanije, Leavesden Film Studios u Watfordu ponovno je bio mjesto na kojem su snimljeni mnogi unutarnji prizori, uključujući Great Hall, Privet Drive i Number 12, Grimmauld Place. 
Lokacije u Engleskoj uključuju rijeku Temzu, za let Reda feniksa do broja dvanaest, Grimmauld Place i let vojske Dumbledora do Ministarstva magije. Ovaj slijed uključuje i znamenitosti poput London Eye, Canary Wharf, Big Ben, Buckingham Palace i HMS Belfast. Snimanje na platformi 9¾ odvijalo se na King's Cross Stationu, kao i dosad. Telefonska govornica u blizini Scotland Yarda korištena je dok su Harry i Arthur Weasley ušli u Ministarstvo, dok je posada 22. listopada 2006. zatvorila Westminstersku stanicu radi omogućavanja snimanja kako Arthur Weasley prati Harryja na suđenje u Ministarstvu magije. 
Ostale su scene snimane u Oxfordu i oko njega, posebno u obližnjoj palači Blenheim u Woodstocku. 
U Glenfinnanu, Hogwarts Express prelazi vijadukt, kao što je to bio slučaj u prošlim filmovima. Zračne scene snimljene su u Glen Coeu, u Clachaig Gullyju, i Glen Etive, koji je u vrijeme snimanja filma bio jedno od rijetkih mjesta u Škotskoj bez snijega, što ga je činilo idealnim za pozadinu. Redatelj David Yates izjavio je u intervjuu da je prvotno snimio trosatni film, međutim, u konačnom uređivanju neki je materijal morao biti izrezan za oko 45 minuta. Stoga se nekoliko mjesta koja su korištena za razne scene ne pojavljuju u konačnom presjeku filma. U Virginia Wateru snimane su tako scene u kojima se profesorica McGonagall oporavlja od zapanjujućih čarolija. 

### Vizualni efekti
Za film je bilo potrebno preko 1400 snimaka vizualnih efekata, a londonska tvrtka Double Negative stvorila ih je više od 950. Radeći šest mjeseci na previsualizaciji koja je započela u rujnu 2005., Double Negative bio je uglavnom odgovoran za sekvence u sobi zahtjeva, Zabranjenoj šumi, dvorani proročanstava i vijeću smrti. 
Novi lik u filmu, Grawp, Hagridov gigantski polubrat, zaživio je novom tehnologijom nazvanom Soul Capturing, koju je razvio Image Metrics. Umjesto da se lik izgradi ispočetka, pokreti i izrazi lica glumca Tonyja Maudsleyja korišteni su za modeliranje Grawpovih postupaka. 

### Glazba
Nicholas Hooper bio je skladatelj filma, slijedeći John Williamsa koji je snimijo prva tri filma i Patricka Doylea koji je snimio četvrti. U novoj  glazbi, Hooper je uvrstio varijacije o "Hedvigovoj temi", temi serije koju je Williams prvobitno napisao za prvi film, a čula se u svim narednim filmovima. U ožujku i travnju 2007., Hooper i Londonski komorni orkestar snimili su gotovo dvosatnu glazbu u Abbey Road Studios u Londonu. Rezultat je, poput filma i knjige, mračniji od prethodnih u seriji. Da bi ovo istaknuli, dvije nove glavne teme odražavaju nove likove poput Dolores Umbridge i invaziju lorda Voldemorta na Harryjev um. Japanski bubanj Taiko korišten je za dublji zvuk udaraljki. Soundtrack je objavio Warner Bros. Records 10. srpnja 2007., uoči izlaska filma. Za svoj rad na filmu, Hooper je nominiran za nagradu World Discotrack Discovery Award.

## Kritike
Internetska stranica za recenzije Rotten Tomatoes za film ima odobrenje od 78% na temelju 250 recenzija, s prosječnom ocjenom 6,9/10. Kritični konsenzus web stranice glasi: "Nije lako uzeti najdužu knjigu o Harry Potteru i usmjeriti je u najkraći film o HP-u, ali redatelj David Yates radi na tome, stvorivši Red feniksa koji zabavlja i pun je akcije”. Što se tiče Metacritic, film ima ocjenu 71 od 100, temeljen na 37 kritičara, što ukazuje na "općenito povoljne kritike"  Na CinemaScore publika je filmu dala prosječnu ocjenu "A -" na ljestvici od A do F. 
Roger Ebert dao je filmu 2,5 od 4 zvijezde rekavši "Harry više nema mnogo radosti." Recenzija Charlesa Fredericka iz The Telegrapha naslovljena je "Potter film koji je najbolji i najmračniji dosad". Colin Bertram iz New York Daily News dao je filmu četiri od četiri zvijezde, nazivajući ga najboljim Potter filmom dosad i napisao da će se "die-hard Potter ovisnici radovati što je Yates s pažnjom i poštovanjem destilirao široki svemir JK Rowling". Mark Adams iz The Sunday Mirror, dok je filmu dodijelio četiri od pet zvijezda, nazvao ga je "mračnim i ukusnim užitkom [i] film koji se mora vidjeti". Rene Rodriguez iz Miami Heralda dao je filmu tri zvijezde od četiri i napisao je da je film “prvi dio u seriji od sedam, a koji se ne čini kao još jedan spinoff koji vuće novac - kovanjem robne marke Harry Potter. Umjesto toga, Red feniksa se osjeća kao pravi film ".
Prikazi Imelde Staunton u ulozi Dolores Umbridge i Helene Bonham Carter kao Bellatrix Lestrange bili su nadaleko hvaljeni; Staunton je opisana kao "savršen izbor za dio" i "jedan od najvećih zadovoljstava filma", "približavajući se krađi predstave" The Times je rekao da je Bonham Carter "blistava, ali nedovoljno iskorišten talent". Variety je pohvalio portret Alana Rickmana kao Severusa Snapea, napisavši kako je "možda nadmašio sebe; rijetko je glumac učinio više s manje nego ovdje". Novopridošlica Evanna Lynch, glumica Lune Lovegood, također je dobila dobru riječ od brojnih recenzenata, uključujući New York Times koji su je proglasili "čarolijom". 
Peter Travers iz Rolling Stonea također je pohvalio postignuća tri glavna glumca, posebno Radcliffea: "Jedna od radosti ovog filma je gledanje Daniela Radcliffea kako tako impresivno raste u ulogu Harryja. On duboko kopa u lik i u Harryjeve noćne more. Senzacionalan nastup, dirnuvši sve osnove od nježnih do strašnih ". Recenzija Rolling Stonea film je također ocijenila boljim od prethodna četiri iz serije, izgubivši "aspekt slatkiša" prve dvije i "podižući traku" iz "topline i rezonancije" trećeg i četvrtog. Peter Travers iz Rolling Stonea nazvao je film "najboljim u dosadašnjem nizu, [uz] smijeh, trzaje i sok koji će učiniti da čak i nevjernici postanu divlji od Harryja." 
Leo Lewis iz The Times (London) izrazio je razočaranje što tri glavna glumca nisu bila u stanju u potpunosti napredovati s emocionalne strane svojih likova, slabeći film. Kronika iz San Francisca požalila se na "odvratnu" priču koja je tvrdila da prvih dvadeset minuta filma, kada se Harryju sudi zbog izvođenja magije izvan škole i prijeti protjerivanjem, ali da je očišćen od svih optužbi, nije unaprijedio radnju. Kirk Honeycutt iz The Hollywood Reportera napisao je da je Phoenix "sasvim vjerojatno najmanje uživa u [seriji] do sada" i da usprkos "nekoliko privlačnih trenutaka", "magija - filmska magija, to jest - uglavnom nedostaje", Revizija je također kritizirala nedovoljno korištenje "kreme britanske glume", primjećujući kratke nastupe Helene Bonham Carter, Maggie Smith, Emme Thompson, Davida Thewlisa, Richarda Griffithsa i Julie Walters. 

## Vanjske poveznice
- službena stranica
- Harry Potter i Red feniksa na IMDb-u
- Harry Potter i Red feniksa na AllMovie
- Harry Potter i Red feniksa na Box Office Mojo